# Епархия Лексингтона
Епархия Лексингтона (лат. Dioecesis Lexingtonensis) — епархия Римско-Католической церкви с центром в городе Лексингтон, штат Кентукки, США. Епархия Лексингтона входит в митрополию Луисвилла. Кафедральным собором епархии Лексингтона является Собор Христа Царя.

## История
14 января 1988 года Римский папа Иоанн Павел II издал буллу Kentukianae ecclesiae, которой учредил епархию Лексингтона, выделив её из епархии Ковингтона и архиепархии Луисвилла.

## Ординарии епархии
- епископ Джеймс Кендрик Уильямс[англ.] (14.01.1988 — 11.06.2002)
- епископ Рональд Уильям Гейнер[англ.] (13.12.2002 — 24.01.2014) — назначен епископом Гаррисберга
- епископ Джон Эрик Стоу[англ.], O.F.M.Conv. (с 12.03.2015)

## Источник
- Annuario Pontificio, Libreria Editrice Vaticana, Città del Vaticano, 2003, ISBN 88-209-7422-3
- Bolla Kentukianae ecclesiae  (лат.)